# Jack Albertson
Jack Albertson, född 16 juni 1907 i Malden, Massachusetts, död 25 november 1981 i Hollywood Hills i Los Angeles, Kalifornien, var en amerikansk skådespelare. Han var bror till Mabel Albertson.

## Filmografi (i urval)
- 1947 – Det hände i New York
- 1956 – Storstadsdjungel
- 1958 – Frökens favorit
- 1959 – Shaggy ä' de' du de'?
- 1961 – En pyjamas för två
- 1962 – Dagen efter rosorna
- 1962 – Håll på rätt häst
- 1963 – Flubbers son
- 1964 – Kissin' Cousins
- 1964 – Roustabout
- 1965 – Hur man mördar sin fru
- 1967 – Hur man räddar ett äktenskap... och själv trillar dit
- 1967 – Rufflaren
- 1968 – The Subject Was Roses
- 1969 – Justine
- 1971 – Willy Wonka och chokladfabriken
- 1972 – SOS Poseidon
- 1981 – Död och begraven
- 1981 – Micke och Molle: Vänner när det gäller (röst)
- 1982 – My Body, My Child